# Dutty Rock
Albums de Sean Paul
Stage One
(2000) The Trinity
(2005)
Singles
1. Gimme the Light
Sortie : 21 mai 2002
2. Get Busy
Sortie : 26 janvier 2003
3. Like Glue
Sortie : 20 avril 2003
4. Baby Boy
Sortie : 10 août 2003
5. I'm Still in Love with You
Sortie : 17 février 2004

Dutty Rock est le deuxième album studio de Sean Paul

## Titres
| 1.    | Dutty Rock Intro                                                  |                                             | 2:24 |
| 2.    | Shout (Street Respect)                                            | Dunbar, Henriques                           | 3:44 |
| 3.    | Gimme The Light                                                   | Henriques, Rami                             | 3:46 |
| 4.    | Like Glue                                                         | Henriques, Kelly                            | 3:54 |
| 5.    | Get Busy                                                          | Henriques, Marsden (en)                     | 3:31 |
| 6.    | Baby Boy (Feat. Beyoncé)                                          | Carter, Henriques, Knowles, Storch, Waller  | 4:05 |
| 7.    | Top Of The Game (Feat. Rahzel)                                    | Brown, Harding, Henriques                   | 4:04 |
| 8.    | Ganja Breed (Feat. Chico)                                         | Foster, Henriques, Samuels, Walker          | 3:15 |
| 9.    | Concrete                                                          | Henriques, Malcolm, Myrie                   | 3:55 |
| 10.   | I'm Still In Love With You (Feat. Sasha (en))                     | Browne (en), Ellis, Henriques, Johnson (en) | 4:33 |
| 11.   | International Affair (Feat. Debi Nova)                            | Henriques, Debi Nova, Ronson                | 3:49 |
| 12.   | Can You Do The Work (Feat. Ce'cile (en))                          | Charlton (en), Harding, Henriques           | 3:24 |
| 13.   | Punkie                                                            | Henriques, Martin                           | 3:34 |
| 14.   | My Name                                                           | Dennis, Gray, Henriques, James              | 3:40 |
| 15.   | Jukin' Punny                                                      | Henriques, Maraugh, Tyrell                  | 2:02 |
| 16.   | Gimme The Light (Pass The Dro-Voisier Remix) (Feat. Busta Rhymes) | Henriques, Rami, Smith                      | 3:20 |
| 17.   | Bubble (Feat. Fahrenheit)                                         | Harold, Henriques, Hugo, Williams           | 3:47 |
| 18.   | Shake That Thing                                                  | Henriques, Rami                             | 3:54 |
| 19.   | Esa loca (Feat. Tony Touch and R.O.B.B.)                          | Harding, Henriques, Hernandez, Perez        | 3:48 |
| 20.   | Punkie (Español)                                                  | Henriques, Martin, Roberts                  | 3:35 |
| 72:04 |                                                                   |                                             |      |